# Estocuapa
Estocuapa är en ort i Mexiko.   Den ligger i kommunen Metztitlán och delstaten Hidalgo, i den sydöstra delen av landet, 130 km norr om huvudstaden Mexico City. Estocuapa ligger 1 300 meter över havet och antalet invånare är 196.
Terrängen runt Estocuapa är huvudsakligen kuperad. Estocuapa ligger nere i en dal som går i sydvästlig-nordostlig riktning. Runt Estocuapa är det ganska glesbefolkat, med 22 invånare per kvadratkilometer. Närmaste större samhälle är Zacualtipán, 13,6 km nordost om Estocuapa. I omgivningarna runt Estocuapa växer huvudsakligen savannskog.